# Anaphantis protona
Anaphantis protona is een vlinder uit de familie van de stippelmotten (Yponomeutidae). De wetenschappelijke naam van de soort werd in 1910 gepubliceerd door Edward Meyrick.